# Angelo Nessi
Angelo Nessi (* 11. April 1873 in Locarno; † 2. Dezember 1932 ebenda) war ein Schweizer Journalist und Librettist.

## Leben
Angelo Nessi war der Sohn des Arztes Pietro Nessi und dessen Ehefrau Teresa Franzoni. Er besuchte die Schule in Locarno, die Gymnasien in Lugano und Mailand und promovierte an der Universität Pisa in Sprach- und Literaturwissenschaft und an der Universität Genua in Philosophie.
Nessi lebte zwischen Locarno und Mailand und verkehrte dort zwischen 1910 und 1929 in den Kreisen der Scapigliatura, einer Künstlervereinigung, die eine Erneuerung der Kunst forderte, und, in Anlehnung an die Pariser Bohème, den bürgerlichen Lebensstil ablehnte. Die Bewegung stand in der Literatur auch im Dialog mit der Musik und der bildenden Kunst, hierbei sprach man von le tre arti sorelle (den drei schwesterlichen Künsten).
1898 wurde er Redaktor der Corriere del Ticino, später wurde er Korrespondent verschiedener italienischer Zeitungen. Seit 1907 arbeitete er mit Pagine Libere zusammen, hierbei handelte es sich um eine in Lugano gegründete Zeitschrift der italienischen Sozialisten.
1910 heiratete er Lidia Gilardi aus Montagnola.

### Schriftstellerisches und musikalisches Wirken
Von 1899 bis 1901 arbeitete er an der Piccola Rivista Ticinese mit, die von Francesco Chiesa herausgegeben wurde, dazu schrieb er Rezensionen und Gedichte für Pagine Libere von Alberto Oliviero Olivetti (1874–1931).
Sein Interesse galt auch den Tessiner Dialekten, so schrieb er über den Ort Bosco, in dem Gurinerdeutsch gesprochen wird:

«Chiacchierano in un discorso particolare da far arrossire Dante e piangere Goethe, sebbene il linguaggio pretenda allacciarsi alle due grandi lingue.»

„Sie schwatzen in einer besonderen Sprache, die Dante zum Erröten und Goethe zum Weinen bringen würde, obschon die Sprache den Anspruch erhebt, an die beiden grossen Sprachen anzuknüpfen.“

Die Begegnung mit dem Komponisten Ruggero Leoncavallo, der sich 1904 in Brissago niedergelassen hatte, führte ihn zur Tätigkeit als Librettist und Theaterkritiker vor allem in Mailand. Er begann seine Tätigkeit als Librettist, indem er einige Komödien im Dialekt schuf, so unter anderem 1904 Tecoppa Vegetariano und 1909 El Tunnel.
In Zusammenarbeit mit Gustavo Macchi schrieb er 1910 die zwei Operetten Malbruk und La Foscarina. Er schrieb die Verse für die Operetten L’acqua cheta und L’Ascensione von Augusto Novelli (1867–1927), das Libretto der lyrischen Komödie La moglie candida von Ermanno Leban (1874–1946) und Livio Loro sowie il vaudeville, vertont von Emilio Rocchi. 1927 schuf er als Auftragsarbeit Il Miracolo della Camelia anlässlich des Kamelienfestes in Locarno, das von Yvan Darclée vertont wurde.
In zwanzig Jahren schuf er etwa sechzig Opernlibretti, Operetten und Theaterjournale. Er bearbeitete für den Verlag Società Editrice Sonzogno auch deutsche, französische und spanische Operetten, unter anderem 1921 La mazurca blu von Franz Lehár sowie 1922 Il capo degli zigani und 1923 La contessa delle danze (1924) von Emmerich Kálmán.
Nessi beschäftigte sich auch mit Übersetzungstätigkeiten und übersetzte ins Italienische: Tartarin von Tarascon von Alphonse Daudet (1932) sowie Die Abenteuer des berühmten Helden Baron von Münchhausen von Rudolf Erich Raspe.
Sein bekanntestes Werk als Schriftsteller ist der Roman Cip von 1904.
Von 1930 bis 1932 stellte er im Auftrag der Tessiner Regierung eine Antologia degli scrittori ticinesi, eine Anthologie der Tessiner Schriftsteller zusammen, die jedoch erst 1997 vollständig publiziert wurde, weil die Regierung die Arbeit, kurz vor seinem Tod, für ungenügend hielt. Erst auf Initiative von Renato Martinoni (* 1952) und Clara Caverzasio Tanzi (* 1959) wurden die Arbeiten wieder aufgenommen.

## Ehrungen
- In Locarno wurde die Via Angelo Nessi nach ihm benannt.

## Werke

### Schriften (Auswahl)
- Colpe di gioventù. Locarno: V. Danzi, 1896.
- Alla signorina Maria Balli nel giorno di sue nozze con il signor Pio Soldati: Locarno, 20 maggio 1901. Locarno: Tipografia Artistica, 1901.
- Angelo Nessi; Pro Onsernone; Fratelli Büchi: Valle Onsernone. Lugano : S.A. Veladini & C., 1908.
- Arturo Cadore; Angelo Nessi; Adolphe Ribaux; Giannino Antona-Traversi: Rondinella: dramma lirico in un atto. Milano: Casa musicale Lorenzo Sonzogno 1912.
- Ermanno Leban; Livio Loro; Angelo Nessi: La moglie Candida: commedia lirica in tre atti. Milano: Casa musicale Lorenzo Sozogno, 1913.
- La diligenza dei dodici Posti: Favole per i Piccoli e per i Grandi Da Andersen. Milano: Casa editrice Sonzogno, 1919.
- Ákos Buttykay; Imre Földes; Angelo Nessi: Gli albatri d'argento: operetta in tre atti. Milano: Casa musicale Sonzogno (società anonima), via Pasquirolo 12, [1921?]
- Robert Stolz; Robert Bodanzky; Bruno Hardt; Angelo Nessi: La danza verso la fortuna. Milano: Casa musicale Sonzogno 1921.
- Emmerich Kálmán; Julius Wilhelm; Fritz Grünbaum; Angelo Nessi: Il capo degli tzigani: operetta in tre atti. Milano: Casa musicale Sonzogno 1922.
- Leopold Jacobson; Robert Stolz; Robert Bodanzky; Angelo Nessi: La contessa delle danze: operetta in tre atti. Milano: Casa Musicale Sonzogno, 1924.
- Cip. Milano: Sonzogno, 1924.
- Rudolf Schanzer; Ernst Welisch; Angelo Nessi; Leo Fall: Madame Pompadour: operetta in 3 atti. Milano: Casa editrice musicale Carlo Lombardo 1925.
- Marcel Prévost; Angelo Nessi: Le Don Giovanne: romanzo. Milan : Casa Editrice Sonzogno, 1926.
- Angelo Nessi; Yvan Darclée: Il miracolo delle camelie. Locarno: Tip. Pedrazzini, 1927.
- Giuseppe Pietri; Augusto Novelli; Angelo Nessi: Casa mia, casa mia: operetta in tre atti. Milano: G. Ricordi & C., 1930.
- Enrico d' Almeras; Angelo Nessi: Cagliostro. La massoneria e l'occultismo nel secolo XVIII. Milano: Athena, 1931.
- Franz Lehár; Leo Stein; Bela Jenbach; Angelo Nessi: La mazurca blù: operetta in due atti e tre quadri. Milano: Casa musicale Sonzogno, 1931.
- Alphonse Daudet; Angelo Nessi; Piero Bernardini: La storia del tremendo eroe Tartarino di Tarascona: romanzo. Torino: Unione tipografico-editrice torinese, 1932.

### Partituren (Auswahl)
- Ruggiero Leoncavallo; Paul de Choudens; Angelo Nessi: Maià: dramma lirico in 3 atti di Paul de Choudens. Paris Choudens 1908.
- Ruggero Leoncavallo; Angelo Nessi; Maurice Vaucaire; Giovanni Boccaccio: Malbruk : Fantasia comica medioevale in tre atti. Milano: Carisch & Jänichen, 1910.
- Ruggero Leoncavallo; Angelo Nessi: Canzone d'amore. Firenze: Petrelli, Vasco, 1912.
- Oskar Geiger; Richard Rillo; Angelo Nessi: Sol una notte divina di carezze e voluttà: canzone: op. 52. Milano: Casa musicale Sonzogno, 1920.
- Giuseppe Pietri; Angelo Nessi; Augusto Novelli: L'acqua cheta: operetta in 3 atti. Milano: Casa musicale Sonzogno 1920.